# Aretes III Filohel·len
Aretes III Filohel·len (àrab: حارثة, Ḥāriṯa; grec antic: Αρέτας; llatí: Aretas) fou un rei nabateu d'Aràbia Pètria (87 aC-62 aC), coetani del rei de Judea Alexandre Janeu.
Va conquerir Damasc l'any 85 aC, suposadament convidat pels seus habitants. Abans del 65 aC Hircà de Judea va fugir a la cort d'Aretes, que aquell mateix any va envair Judea per reposar-lo al tron i va assetjar Jerusalem, però Aristòbul va aconseguir la intervenció dels romans (els llegats de Pompeu Magne, Marc Emili Escaure i Aulus Gabini) que el van obligar a retirar-se. Convertida Síria en província romana, Pompeu es va dirigir contra Aretes l'any 64 aC que es va sotmetre a Roma temporalment.
Després de la sortida de Pompeu de Judea, el seu llegat Emili Escaure, va continuar la lluita contra Aretes, altre cop hostil, però no va aconseguir arribar a la seva capital Petra, si bé va saquejar el país i el rei nabateu va haver de pagar un tribut de 300 talents. Altres comandants romans van prosseguir la lluita contra Aretes i els seus successors però el regne va romandre fins que fimalment el va conquerir Trajà l'any 106. Aretes va morir el 62 aC i en morir encara conservava Damasc.